# 笹子駅
笹子駅（ささごえき）は、山梨県大月市笹子町黒野田にある、東日本旅客鉄道（JR東日本）中央本線の駅である。駅番号はCO 34。営業キロで東京駅から100 kmを超える中央本線最初の駅である。

## 歴史
- 1903年（明治36年）2月1日：：国有鉄道中央本線 大月駅 - 初鹿野駅（現・甲斐大和駅）間開通と同時に開業[2][4]。旅客および貨物の取り扱いを開始[4]。
- 1945年（昭和20年）9月6日：駅構内で下り列車が車止めを突破したことによる転覆事故。死者60名、負傷者91名（日本の鉄道事故参照）。
- 1963年（昭和38年）4月1日：貨物の取り扱いを廃止[4]。
- 1966年（昭和41年）12月12日：複線化に伴い、スイッチバック運転を解消。
- 1970年（昭和45年）10月1日：荷物の扱いを廃止[4]。業務委託駅となる[5]。
- 1985年（昭和60年）3月1日：無人化[3]。
- 1987年（昭和62年）4月1日：国鉄分割民営化により、東日本旅客鉄道（JR東日本）の駅となる[6]。
- 2004年（平成16年）10月16日：ICカード「Suica」の利用が可能となる[7]。東京近郊区間に編入される[7]。
- 2019年（平成31年）1月28日：自動券売機での切符の販売、ICカードへのチャージなどを終了。

## 駅構造
島式ホーム1面2線を有する地上駅である。駅舎とホームは地下通路で連絡している。かつては通過可能なスイッチバック式の構造を有していた。その後の1966年（昭和41年）12月12日、複線化にともなってスイッチバックは廃止され、下り列車目線で上り25パーミル (=2.5 %)の勾配をもつ本線上にホームを設ける形に改められた。スイッチバック施設の跡地を利用して2009年（平成21年）に訓練施設「笹子トレーニングセンター」が開設されている。
大月駅管理の無人駅である。乗車駅証明書発行機、簡易Suica改札機が設置されている。

### のりば
| 番線 | 路線     | 方向 | 行先                   |
| ---- | -------- | ---- | ---------------------- |
| 1    | 中央本線 | 下り | 甲府・上諏訪・松本方面 |
| 2    | 中央本線 | 上り | 大月・八王子・新宿方面 |

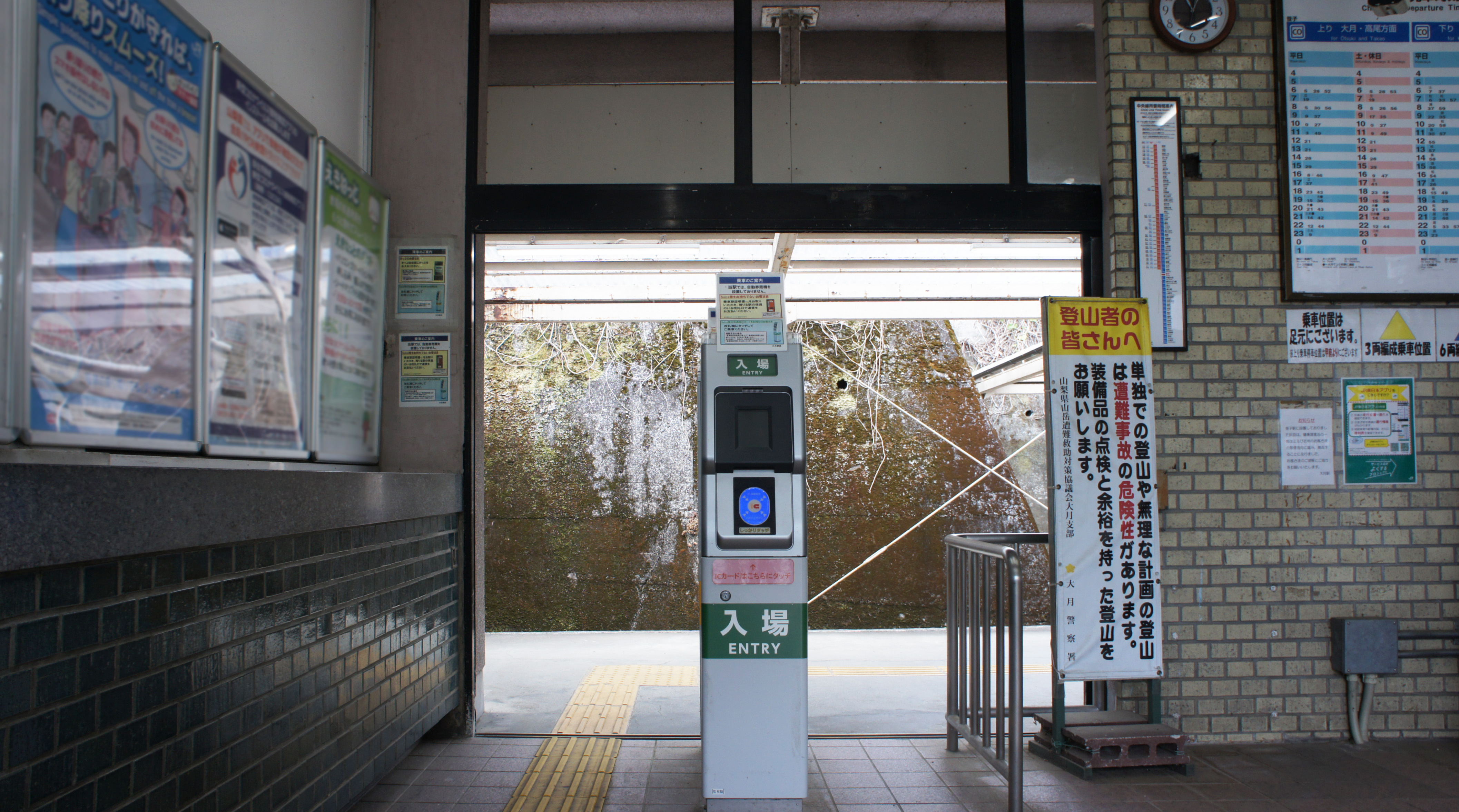
改札口（2021年5月）
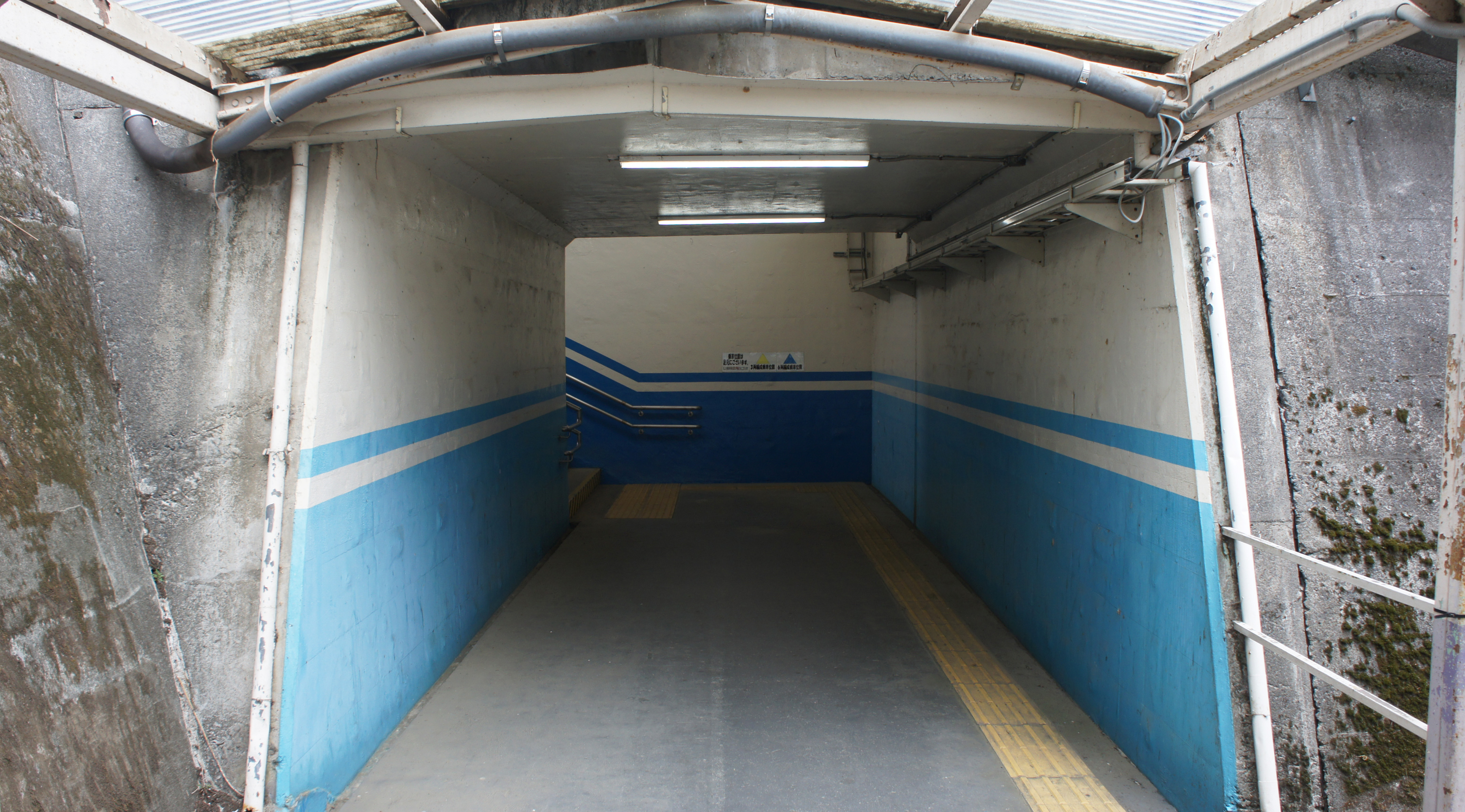
地下通路（2021年5月）
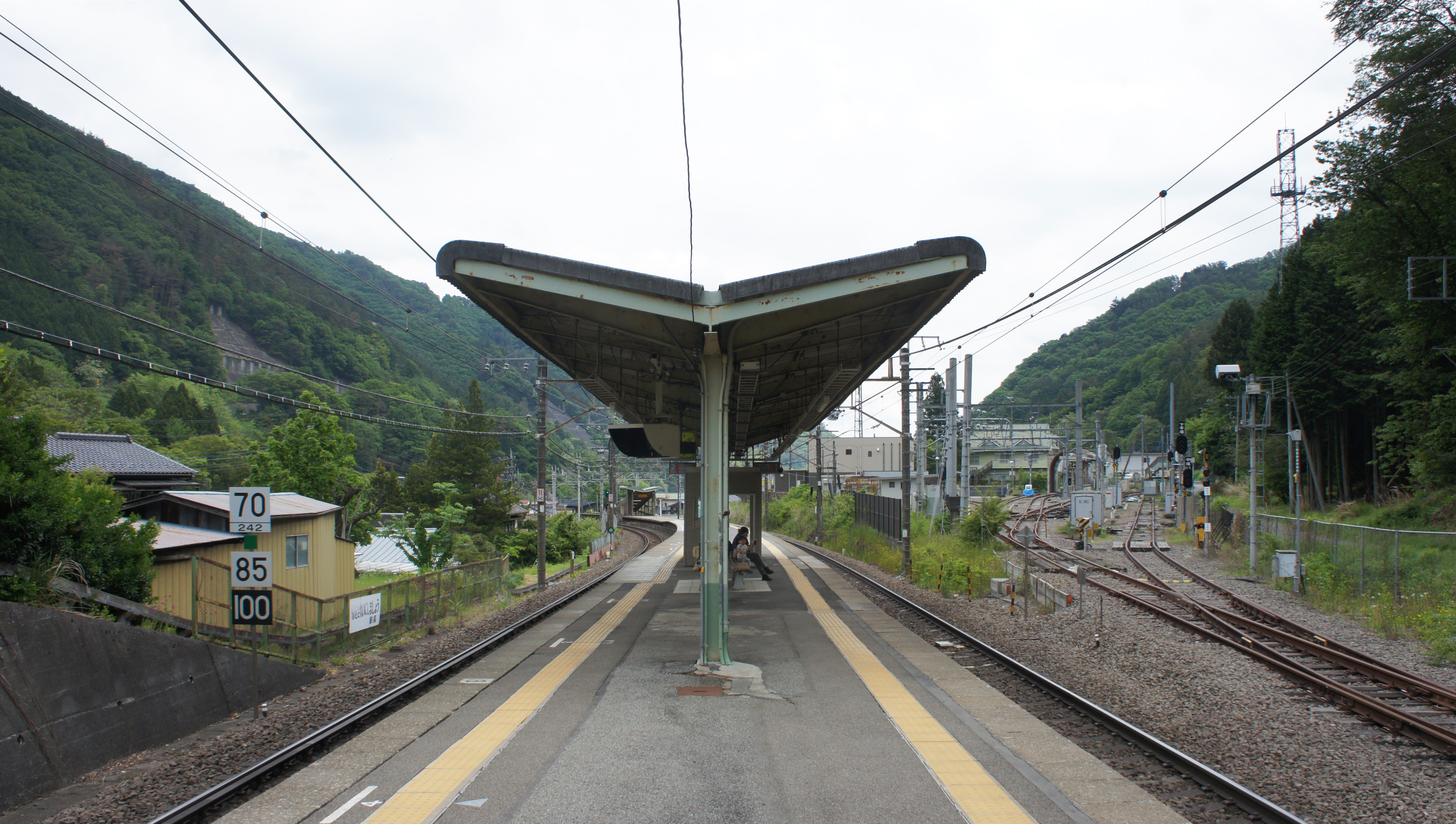
ホーム（2021年5月）
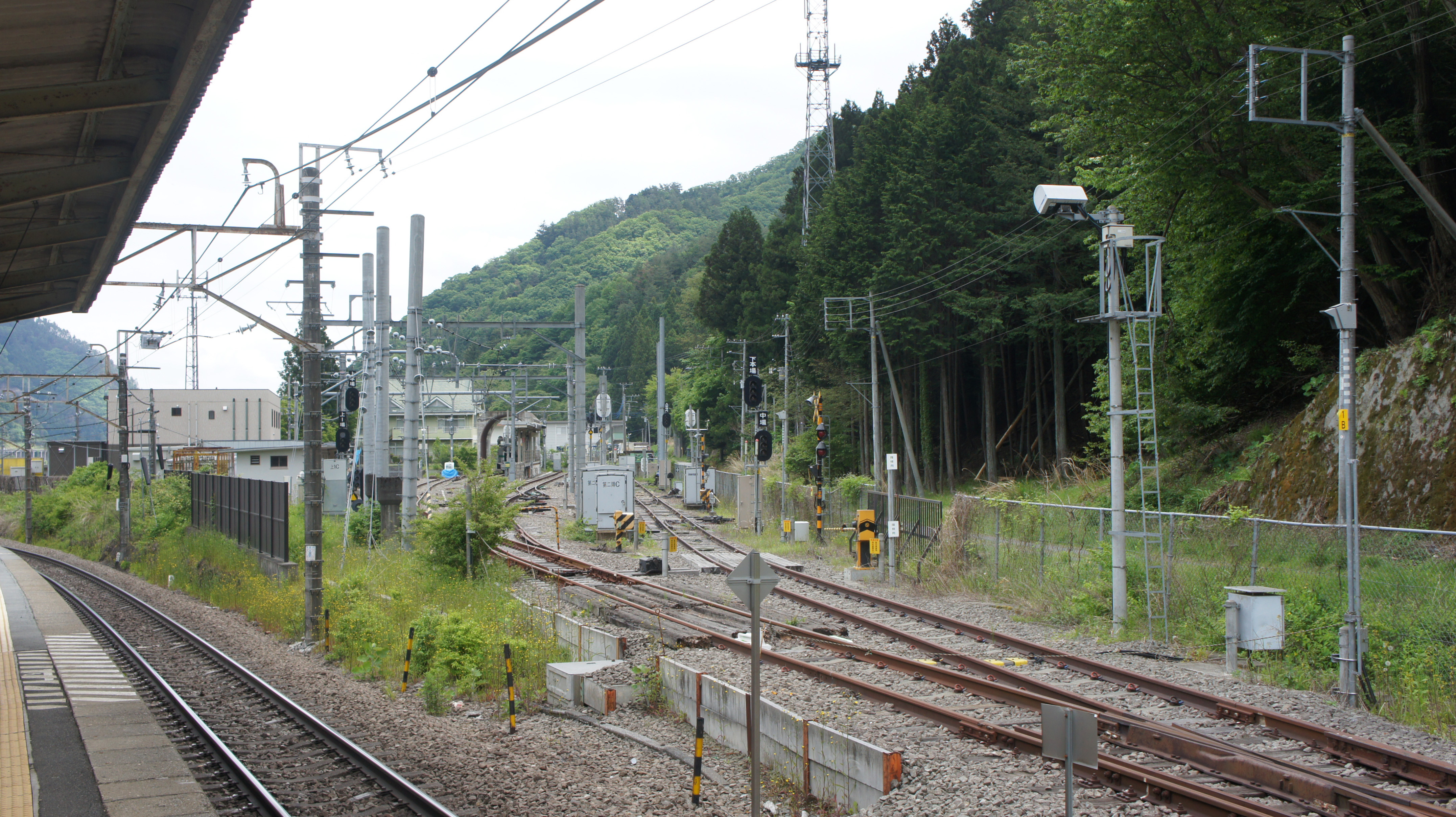
笹子トレーニングセンター（2021年5月）

## 利用状況
「山梨県統計年鑑」によると、2000年度（平成12年度）- 2010年度（平成22年度）の1日平均乗車人員の推移は以下のとおりであった。
| 乗車人員推移       | 乗車人員推移     | 乗車人員推移 |
| 年度               | 1日平均 乗車人員 | 出典         |
| ------------------ | ---------------- | ------------ |
| 2000年（平成12年） | 151              | [ 県 1 ]     |
| 2001年（平成13年） | 151              | [ 県 2 ]     |
| 2002年（平成14年） | 141              | [ 県 3 ]     |
| 2003年（平成15年） | 133              | [ 県 4 ]     |
| 2004年（平成16年） | 123              | [ 県 5 ]     |
| 2005年（平成17年） | 127              | [ 県 6 ]     |
| 2006年（平成18年） | 119              | [ 県 7 ]     |
| 2007年（平成19年） | 125              | [ 県 8 ]     |
| 2008年（平成20年） | 147              | [ 県 9 ]     |
| 2009年（平成21年） | 143              | [ 県 10 ]    |
| 2010年（平成22年） | 142              | [ 県 11 ]    |

## 駅周辺

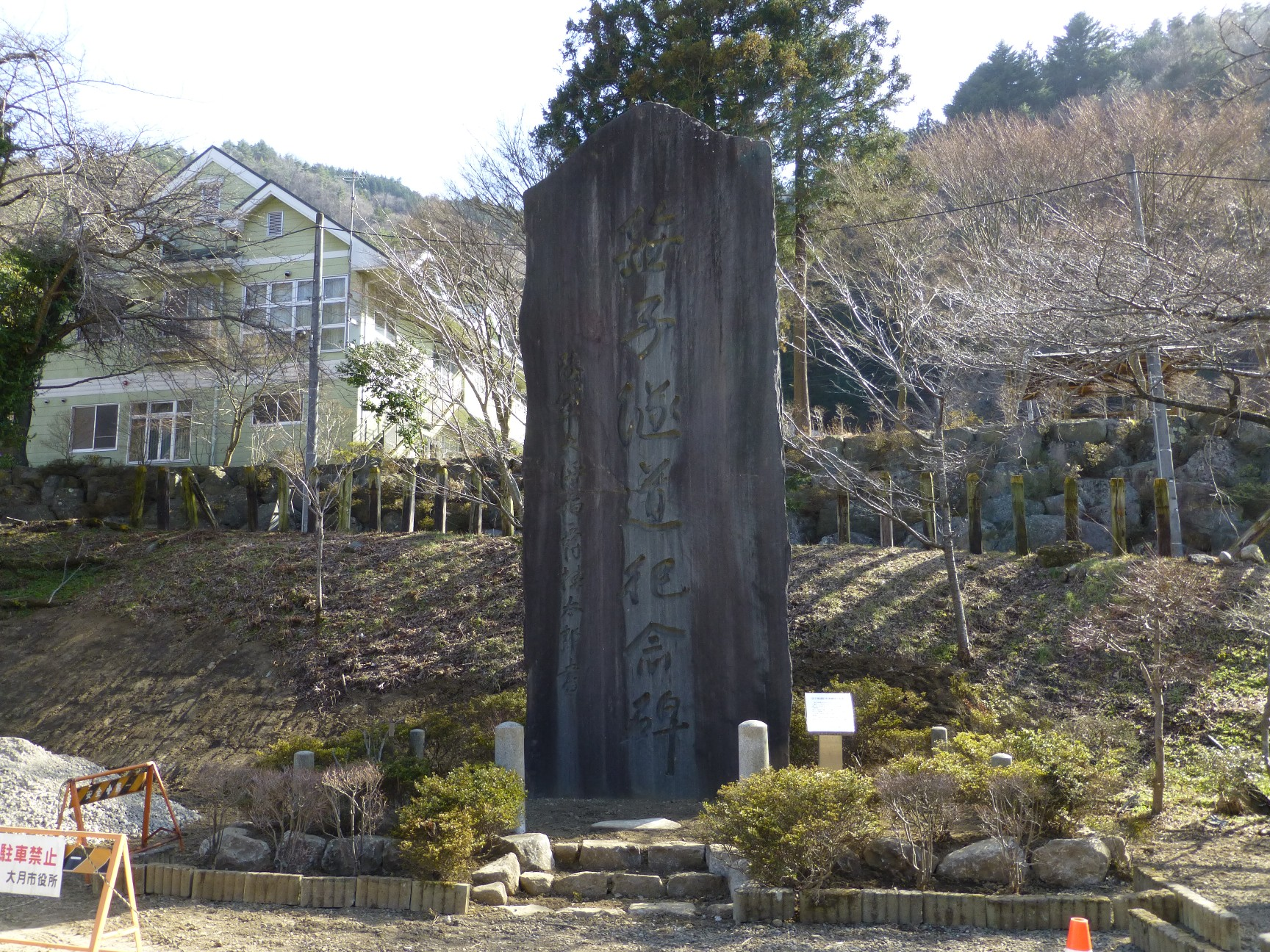
笹子トンネル開通記念碑

駅前に甲府駅前舞鶴城公園から移された笹子トンネル開通記念碑がある。
- 大月市役所笹子出張所
- 大月市立笹子小学校
- 笹子川
- 山梨県道504号笹子停車場線
- 国道20号（甲州街道）
- 滝子山
- 笹一酒造
- みどりや - 笹子餅などを製造・販売する和菓子店。酒まんじゅうには笹一酒造の酒粕を用いている。
- JR東日本笹子トレーニングセンター
  - かつてのスイッチバック施設の敷地に2009年（平成21年）に開設された保線、信号、電気、通信などの訓練施設。
  - 訓練駅も設けられている（駅番号はJC335（「笹子」の語呂合わせ）[9]。
- 富士急バス「笹子駅前」停留所

## 笹子餅

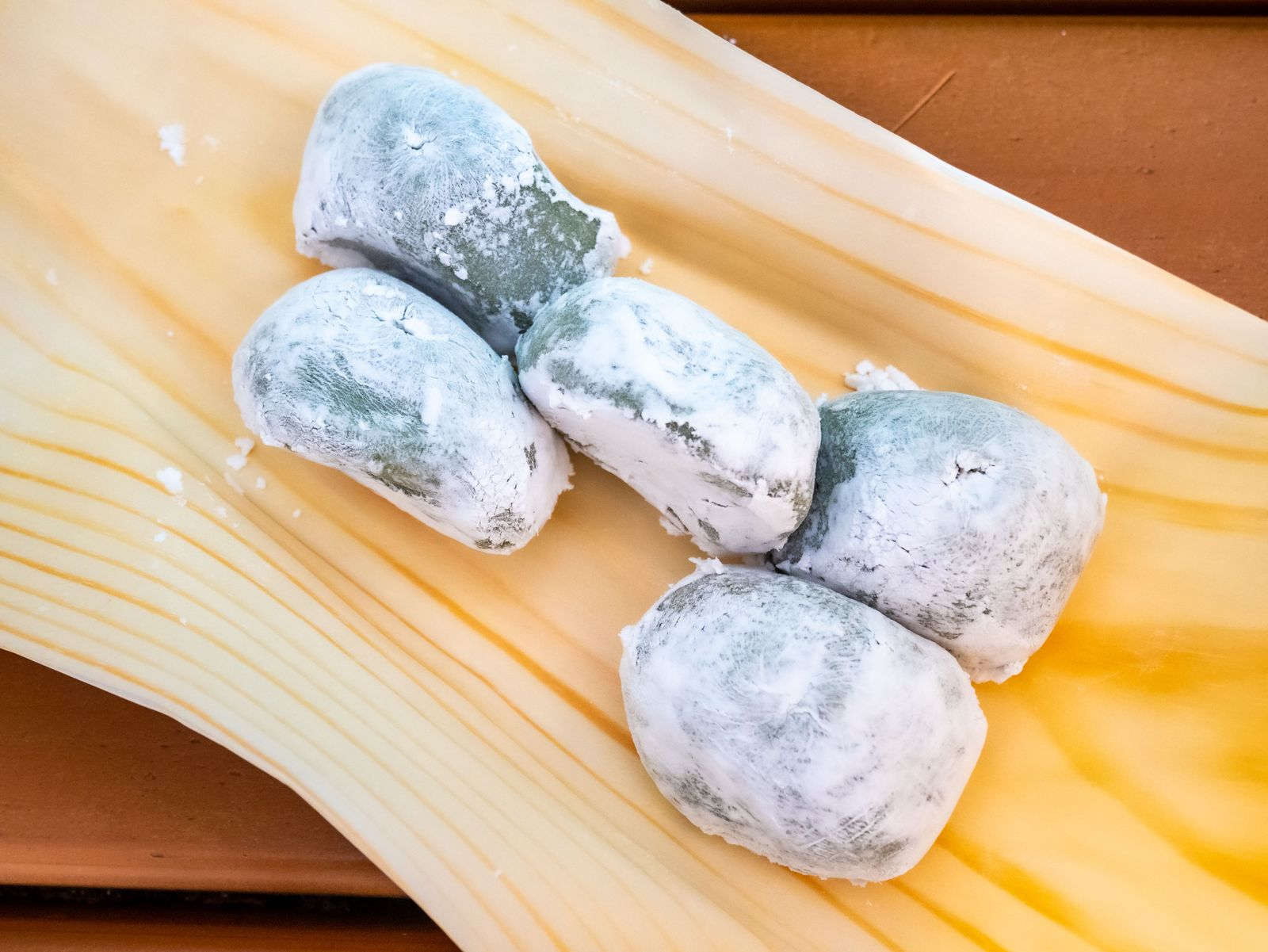
笹子餅（みどりや）

笹子峠入口にあるため、みどりやにより当駅の駅売り名物として存在した「笹子餅」が販売されていた。みどりやは笹子餅の箱に「中央線笹子駅構内営業」の文字が印刷されており、2014年（平成26年）現在も笹子駅の構内販売業者ではあるが、1985年（昭和60年）に駅は無人化され、構内に売店は存在しない。しかし、駅前に工場と販売所があり、笹子での購入は可能である。
なお、2014年（平成26年）現在は書籍のような10個入りの紙箱での販売が殆どで、駅売り時代の伝統を残す経木で包まれた5個入りは販売箇所が限られている。
笹子餅の車内販売や駅構内売店などの外部委託販売は2014年（平成26年）6月30日をもって中止され、本店と工場、および笹一酒造でのみの販売となった。

## 隣の駅
東日本旅客鉄道（JR東日本）
 中央本線
初狩駅 (CO 33) - 笹子駅 (CO 34) - 甲斐大和駅 (CO 35)

### 記事本文
1. 1 2  『中央本線 初狩～小淵沢駅間へ「駅ナンバリング」を拡大しました』（PDF）（プレスリリース）東日本旅客鉄道八王子支社、2020年3月23日。オリジナルの2020年3月23日時点におけるアーカイブ。2020年3月23日閲覧。
2. 1 2 3 4 5 6 7 8 9 10  『週刊 JR全駅・全車両基地』 46号 甲府駅・奥多摩駅・勝沼ぶどう郷駅ほか79駅、朝日新聞出版〈週刊朝日百科〉、2013年7月7日、20頁。
3. 1 2  「「通報」中央本線梁川駅ほか6駅の駅員無配置について（旅客局）」『鉄道公報』日本国有鉄道総裁室文書課、1985年2月27日、2面。
4. 1 2 3 4  石野哲 編『停車場変遷大事典 国鉄・JR編 Ⅱ』（初版）JTB、1998年10月1日、181頁。ISBN 978-4-533-02980-6。
5. ↑  「廃止3、無人化10駅」『交通新聞』交通協力会、1970年3月1日、1面。
6. ↑  曽根悟（監修）（著）、朝日新聞出版分冊百科編集部（編集）（編）「中央本線」『週刊 歴史でめぐる鉄道全路線 国鉄・JR』第5号、朝日新聞出版、2009年8月9日、27頁。
7. 1 2  『首都圏でSuicaをご利用いただけるエリアが広がります』（PDF）（プレスリリース）東日本旅客鉄道、2004年8月23日。オリジナルの2019年7月9日時点におけるアーカイブ。2020年3月25日閲覧。
8. 1 2  “JR東日本：駅構内図・バリアフリー情報（笹子駅）”.   東日本旅客鉄道. 2025年6月12日閲覧。
9. ↑  「不断の修練→究極の安全」JR訓練センターの駅名標が粋だった - Jタウンネット神奈川 2020年2月25日

### 利用状況
1. ↑  「運輸・通信」『平成14年刊行山梨県統計年鑑』（xls）（レポート）山梨県、2002年。2025年5月29日閲覧。
2. ↑  「運輸・通信」『平成15年刊行山梨県統計年鑑（運輸・通信）』（xls）（レポート）山梨県、2003年。2025年5月29日閲覧。
3. ↑  「運輸・通信」『平成16年刊行山梨県統計年鑑（運輸・通信）』（xls）（レポート）山梨県、2004年。2025年5月29日閲覧。
4. ↑  「運輸・通信」『平成17年刊行山梨県統計年鑑（運輸・通信）』（xls）（レポート）山梨県、2005年。2025年5月29日閲覧。
5. ↑  「運輸・通信」『平成18年刊行山梨県統計年鑑（運輸・通信）』（xls）（レポート）山梨県、2006年。2025年5月29日閲覧。
6. ↑  「運輸・通信」『平成19年刊行山梨県統計年鑑（運輸・通信）』（xls）（レポート）山梨県、2007年。2025年5月29日閲覧。
7. ↑  「運輸・通信」『平成20年刊行山梨県統計年鑑（運輸・通信）』（xls）（レポート）山梨県、2008年。2025年5月29日閲覧。
8. ↑  「運輸・通信」『平成21年刊行山梨県統計年鑑（運輸・通信）』（xls）（レポート）山梨県、2009年。2025年5月29日閲覧。
9. ↑  「運輸・通信」『平成22年刊行山梨県統計年鑑（運輸・通信）』（xls）（レポート）山梨県、2010年。2025年5月29日閲覧。
10. ↑  「運輸・通信」『平成23年刊行山梨県統計年鑑（運輸・通信）』（xls）（レポート）山梨県、2011年。2025年5月29日閲覧。
11. ↑  『平成24年刊行山梨県統計年鑑』（PDF）（レポート）山梨県、2012年11月、150-153頁。2025年5月29日閲覧。